# Hoplosmia picena
Hoplosmia picena är en biart som beskrevs av Borek Tkalcu 1999. Den ingår i släktet taggmurarbin och familjen buksamlarbin. Inga underarter finns listade i Catalogue of Life.